# Notingar
Notingar (Nototheniidae) är en familj i ordningen abborrartade fiskar (Perciformes) med 122 beskrivna arter fördelade i 43 släkten. Flera arter lever i havsområden på södra jordklotet kring Antarktis. Vid Antarktis finns notingar i stora antal och i vissa regioner utgör de 77 % av alla fiskarter.
Det finns fiskar av familjen som lever nära vattenytan och andra som förekommer på havets botten samt arter som saknar specialisering. Notingar saknar simblåsa och de kompenserar den förminskade lyftkraften med fettansamlingar i kroppen. Som anpassning till kylan har de proteiner i blodet som skyddar mot frost.